# Lava Hot Springs
Lava Hot Springs és una població dels Estats Units a l'estat d'Idaho. Segons el cens del 2000 tenia 521 habitants.

## Demografia
Segons el cens del 2000, Lava Hot Springs tenia 521 habitants, 232 habitatges, i 125 famílies. La densitat de població era de 283,3 habitants/km².
Dels 232 habitatges en un 24,1% hi vivien nens de menys de 18 anys, en un 41,8% hi vivien parelles casades, en un 7,8% dones solteres, i en un 45,7% no eren unitats familiars. En el 39,7% dels habitatges hi vivien persones soles el 19% de les quals corresponia a persones de 65 anys o més que vivien soles. El nombre mitjà de persones vivint en cada habitatge era de 2,23 i el nombre mitjà de persones que vivien en cada família era de 3,06.
Per edats la població es repartia de la següent manera: un 27,4% tenia menys de 18 anys, un 5,2% entre 18 i 24, un 26,7% entre 25 i 44, un 21,9% de 45 a 60 i un 18,8% 65 anys o més.
L'edat mediana era de 40 anys. Per cada 100 dones de 18 o més anys hi havia 97,9 homes.
La renda mediana per habitatge era de 23.472 $ i la renda mediana per família de 38.750 $. Els homes tenien una renda mediana de 38.125 $ mentre que les dones 20.313 $. La renda per capita de la població era de 16.242 $. Aproximadament el 16,7% de les famílies i el 25,1% de la població estaven per davall del llindar de pobresa.

## Poblacions més properes
El següent diagrama mostra les poblacions més properes.